# Petra Kovačič
Petra Kovačič, slovenska violinistka, * 1990, Ljubljana
Prihaja iz Tolmina. Leta 2016 je bila sprejeta med Dunajske filharmonike, kjer je prva violina. Z delom je začela 1. februarja 2017. Igra tudi v Godalnem orkestru Ljubljanski solisti.

## Izobraževanje
Obiskovala je Srednjo glasbeno šolo v Ljubljani in Univerzo za glasbo in uprizoritvene umetnosti Dunaj.